# Велика Британія на зимових Олімпійських іграх 1988
Велика Британія брала участь у Зимових Олімпійських іграх 1988 року у Калгарі (Канада) уп'ятнадцяте, але не завоювала жодної медалі. Збірну країни представляли 14 жінок. Едді Едвардс, який представляв британців у стрибках з трампліну, прославився тим, що на BBC його спроби називали «хоробрими, але смішними»

## Результати

### Гірські лижи
Чоловіки
| Спортсмен     | Дисципліна         | Спуск 1 | Спуск 2 | Всього  | Всього |
| Спортсмен     | Дисципліна         | Час     | Час     | Час     | Місце  |
| ------------- | ------------------ | ------- | ------- | ------- | ------ |
| Борис Дункан  | Швидкісний спуск   |         |         | 2:07.88 | 37     |
| Ґрегем Белл   | Швидкісний спуск   |         |         | 2:04.56 | 23     |
| Мартін Белл   | Швидкісний спуск   |         |         | 2:02.49 | 8      |
| Ґрегем Белл   | Супергігант        |         |         | 1:48.98 | 35     |
| Мартін Белл   | Супергігант        |         |         | 1:48.82 | 34     |
| Найджел Сміт  | Супергігант        |         |         | 1:47.15 | 29     |
| Ґрегем Белл   | Гігантський слалом | DNF     | —       | DNF     | —      |
| Морґан Джонс  | Гігантський слалом | DNF     | —       | DNF     | —      |
| Роббі Гормонт | Гігантський слалом | 1:13.54 | DNF     | DNF     | —      |
| Мартін Белл   | Гігантський слалом | 1:12.64 | 1:09.72 | 2:22.36 | 41     |
| Морґан Джонс  | Слалом             | DNF     | —       | DNF     | —      |
| Роббі Гормонт | Слалом             | 58.21   | 53.38   | 1:51.59 | 21     |

Суперкомбінація 
| Спортсмен    | Швидкісний спуск | Слалом  | Слалом | Всього | Всього |
| Спортсмен    | Час              | Час 1   | Час 2  | Очки   | Місце  |
| ------------ | ---------------- | ------- | ------ | ------ | ------ |
| Борис Дункан | 1:53.40          | DNF     | —      | DNF    | —      |
| Ґрегем Белл  | 1:50.25          | DSQ     | —      | DSQ    | —      |
| Мартін Белл  | 1:49.54          | 1:24.34 | 50.49  | 422.79 | 26     |

Жінки
| Спортсмен      | Дисципліна         | Спуск 1 | Спуск 2 | Всього  | Всього |
| Спортсмен      | Дисципліна         | Час     | Час     | Час     | Місце  |
| -------------- | ------------------ | ------- | ------- | ------- | ------ |
| Клер Бут       | Швидкісний спуск   |         |         | 1:32.50 | 25     |
| Венді Ламбі    | Швидкісний спуск   |         |         | 1:29.76 | 22     |
| Клер Бут       | Супергігант        |         |         | 1:26.27 | 35     |
| Венді Ламбі    | Супергігант        |         |         | 1:24.36 | 31     |
| Венді Ламбі    | Гігантський слалом | DSQ     | —       | DSQ     | —      |
| Сара Льюїс     | Гігантський слалом | DNF     | —       | DNF     | —      |
| Леслі Бек      | Гігантський слалом | DNF     | —       | DNF     | —      |
| Інґрід Ґрант   | Гігантський слалом | 1:06.52 | DNF     | DNF     | —      |
| Крістін Кейрнс | Слалом             | DNF     | —       | DNF     | —      |
| Сара Льюїс     | Слалом             | DNF     | —       | DNF     | —      |
| Леслі Бек      | Слалом             | 51.70   | DNF     | DNF     | —      |

Суперкомбінація 
| Спортсмен   | Швидкісний спуск | Слалом | Слалом | Всього | Всього |
| Спортсмен   | Час              | Час 1  | Час 2  | Очки   | Місце  |
| ----------- | ---------------- | ------ | ------ | ------ | ------ |
| Клер Бут    | 1:20.58          | DNF    | —      | DNF    | —      |
| Венді Ламбі | 1:19.86          | 44.59  | 46.43  | 138.06 | 19     |

### Біатлон
Чоловіки
| Дисципліна   | Спортсмен   | Промахи 1 | Час     | Місце |
| ------------ | ----------- | --------- | ------- | ----- |
| 10 км Sprint | Тревор Кінґ | 5         | 30:00.5 | 61    |
| 10 км Sprint | Марк Ленґін | 5         | 29:52.1 | 60    |
| 10 км Sprint | Карл Дейвіс | 2         | 28:12.1 | 45    |
| 10 км Sprint | Майк Діксон | 0         | 26:53.3 | 21    |

| Дисципліна | Спортсмен   | Час       | Промахи | Скоригований час 2 | Місце |
| ---------- | ----------- | --------- | ------- | ------------------ | ----- |
| 20 км      | Марк Ленґін | 1'01:50.3 | 4       | 1'05:50.3          | 53    |
| 20 км      | Тревор Кінґ | 58:37.9   | 6       | 1'04:37.9          | 47    |
| 20 км      | Карл Дейвіс | 58:54.1   | 3       | 1'01:54.1          | 28    |
| 20 км      | Майк Діксон | 57:32.4   | 2       | 59:32.4            | 13    |

Чоловіча естафета 4 x 7,5 км
| Спортсмени                                      | Промахи 1 | Час       | Місце |
| ----------------------------------------------- | --------- | --------- | ----- |
| Майк Діксон Марк Ленґін Карл Дейвіс Тревор Кінґ | 5         | 1'31:44,6 | 13    |

1За промах спортсмен повинен був пробігти на лижах 150 метрів штрафного кола. 

2Одна хвилина додана за промах.

### Бобслей
| Сани  | Спортсмени                 | Дисципліна | Заїзд 1 | Заїзд 1 | Заїзд 2 | Заїзд 2 | Заїзд 3 | Заїзд 3 | Заїзд 4 | Заїзд 4 | Всього  | Всього |
| Сани  | Спортсмени                 | Дисципліна | Час     | Місце   | Час     | Місце   | Час     | Місце   | Час     | Місце   | Час     | Місце  |
| ----- | -------------------------- | ---------- | ------- | ------- | ------- | ------- | ------- | ------- | ------- | ------- | ------- | ------ |
| GBR-1 | Том Де Ла Ганті Алек Леонс | Двійки     | 57,83   | 8       | 59,77   | 11      | 1:00,91 | 15      | 59.50   | 10      | 3:58,01 | 12     |
| GBR-2 | Марк Тот Девід Армстронг   | Двійки     | 58.10   | 12      | 1:00.31 | 20      | 1:01.11 | 20      | 59.87   | 15      | 3:59.39 | 18     |

| Сани  | Спортсмени                                                 | Дисципліна | Заїзд 1 | Заїзд 1 | Заїзд 2 | Заїзд 2 | Заїзд 3 | Заїзд 3 | Заїзд 4 | Заїзд 4 | Всього  | Всього |
| Сани  | Спортсмени                                                 | Дисципліна | Час     | Місце   | Час     | Місце   | Час     | Місце   | Час     | Місце   | Час     | Місце  |
| ----- | ---------------------------------------------------------- | ---------- | ------- | ------- | ------- | ------- | ------- | ------- | ------- | ------- | ------- | ------ |
| GBR-1 | Mark Tout Девід Армстронг Ленні Пол Одлі Річардс           | Четвірки   | 57,22   | 16      | 58,26   | 17      | 56,86   | 14      | 57,56   | 5       | 3:49,90 | 12     |
| GBR-2 | Том Де Ла Ганті Колін Реттіґан Джордж Робертсон Алек Леонс | Четвірки   | 57,81   | 22      | 58,13   | 15      | 56,74   | 12      | 58,59   | 20      | 3:51,27 | 17     |

### Лижні перегони
Чоловіки
| Дисципліна | Спортсмен        | Час       | Місце |
| ---------- | ---------------- | --------- | ----- |
| 15 км C    | Рон Говден       | 50:47.4   | 73    |
| 15 км C    | Мартін Ваткінс   | 49:16.6   | 65    |
| 15 км C    | Патрік Вінтертон | 48:36.0   | 60    |
| 15 км C    | Джон Спотсвуд    | 45:47.3   | 38    |
| 30 км C    | Еван Маккензі    | 1'40:06.7 | 67    |
| 30 км C    | Патрік Вінтертон | 1'39:57.6 | 66    |
| 30 км C    | Мартін Ваткінс   | 1'38:30.3 | 61    |
| 30 км C    | Джон Спотсвуд    | 1'36:42.7 | 54    |
| 50 км F    | Еван Маккензі    | 2'24:58.2 | 55    |
| 50 км F    | Мартін Ваткінс   | 2'24:48.3 | 54    |

C = класичний стиль, F = вільний стиль
Чоловіча естафета 4 x 10 км
| Спортсмени                                             | Час       | Місце |
| ------------------------------------------------------ | --------- | ----- |
| Джон Спотсвуд Еван Маккензі Мартін Ваткінс Ендрю Вайлі | 1'59:39.3 | 16    |

Жінки
| Дисципліна | Спортсмен     | Час       | Місце |
| ---------- | ------------- | --------- | ----- |
| 5 км C     | Джин Ватсон   | 18:54.1   | 53    |
| 5 км C     | Луїз Маккензі | 18:41.8   | 52    |
| 10 км C    | Джин Ватсон   | 37:54.0   | 50    |
| 10 км C    | Луїз Маккензі | 36:58.7   | 49    |
| 20 км F    | Луїз Маккензі | 1'11:07.3 | 52    |

C = класичний стиль, F = вільний стиль

### Фігурне катання
Чоловіки
| Спортсмен    | CF | SP | FS | TFP  | Місце |
| ------------ | -- | -- | -- | ---- | ----- |
| Пол Робінсон | 16 | 21 | 18 | 36.0 | 18    |

Жінки
| Спортсмен     | CF | SP | FS | TFP  | Місце |
| ------------- | -- | -- | -- | ---- | ----- |
| Джина Фултон  | 24 | 24 | 23 | 47.0 | 23    |
| Джоанн Конвей | 8  | 18 | 16 | 28.0 | 12    |

Пари
| Спортсмени             | SP | FS | TFP  | Місце |
| ---------------------- | -- | -- | ---- | ----- |
| Ліза Кашлі Нейл Кашлі  | 14 | 13 | 20.0 | 13    |
| Черил Пік Ендрю Нейлор | 12 | 12 | 18.0 | 12    |

Танці на льоду
| Спортсмени             | CD | OD | FD | TFP  | Місце |
| ---------------------- | -- | -- | -- | ---- | ----- |
| Шерон Джонс Пол Аскгем | 13 | 13 | 13 | 26.0 | 13    |

### Санний спорт
Чоловіки
| Спортсмен      | Заїзд 1 | Заїзд 1 | Заїзд 2 | Заїзд 2 | Заїзд 3 | Заїзд 3 | Заїзд 4 | Заїзд 4 | Всього   | Всього |
| Спортсмен      | Час     | Місце   | Час     | Місце   | Час     | Місце   | Час     | Місце   | Час      | Місце  |
| -------------- | ------- | ------- | ------- | ------- | ------- | ------- | ------- | ------- | -------- | ------ |
| Стефен Брейлі  | 49.689  | 34      | 48.687  | 31      | 47.568  | 20      | 47.677  | 21      | 3:13.621 | 30     |
| Нік Оветт      | 48.181  | 30      | 48.163  | 30      | 48.518  | 27      | 48.446  | 30      | 3:13.308 | 28     |
| Маклеод Ніколь | 47.701  | 27      | 47.679  | 24      | 47.569  | 21      | 48.008  | 23      | 3:10.957 | 22     |

Чоловічі двійки
| Спортсмени              | Заїзд 1 | Заїзд 1 | Заїзд 2 | Заїзд 2 | Всього   | Всього |
| Спортсмени              | Час     | Місце   | Час     | Місце   | Час      | Місце  |
| ----------------------- | ------- | ------- | ------- | ------- | -------- | ------ |
| Стефен Брейлі Нік Оветт | 46.912  | 15      | 47.764  | 15      | 1:34.676 | 15     |

Жінки
| Спортсмен      | Заїзд 1 | Заїзд 1 | Заїзд 2 | Заїзд 2 | Заїзд 3 | Заїзд 3 | Заїзд 4 | Заїзд 4 | Всього   | Всього |
| Спортсмен      | Час     | Місце   | Час     | Місце   | Час     | Місце   | Час     | Місце   | Час      | Місце  |
| -------------- | ------- | ------- | ------- | ------- | ------- | ------- | ------- | ------- | -------- | ------ |
| Елісон Врефорд | 49.888  | 24      | 48.247  | 20      | 47.849  | 18      | 47.726  | 20      | 3:13.730 | 20     |

### Стрибки з трампліна
| Спортсмен    | Дисципліна          | Стрибок 1 | Стрибок 1 | Стрибок 2 | Стрибок 2 | Всього | Всього |
| Спортсмен    | Дисципліна          | Відстань  | Очки      | Відстань  | Очки      | Очки   | Місце  |
| ------------ | ------------------- | --------- | --------- | --------- | --------- | ------ | ------ |
| Едді Едвардс | Нормальний трамплін | 55.0      | 34.1      | 55.0      | 35.1      | 69.2   | 58     |
| Едді Едвардс | Великий трамплін    | 71.0      | 30.0      | 67.0      | 27.5      | 57.5   | 55     |

### Ковзанярський спорт
Чоловіки
| Дисципліна | Спортсмен       | Час      | Місце |
| ---------- | --------------- | -------- | ----- |
| 1000 м     | Джуліан Ґрін    | 1:57.30  | 36    |
| 1000 м     | Крейґ Макніколл | 1:18.60  | 34    |
| 1500 м     | Крейґ Макніколл | 2:01.89  | 38    |
| 1500 м     | Джуліан Ґрін    | 1:59.41  | 37    |
| 5000 м     | Крейґ Макніколл | 7:34.14  | 38    |
| 5000 м     | Джуліан Ґрін    | 7:13.20  | 37    |
| 10 000 м   | Джуліан Ґрін    | 14:59.53 | 30    |